# Charles Joliet
Charles Joliet né à Saint-Hyppolyte le 8 août 1832 et mort le 13 février 1910 est un littérateur et auteur dramatique, auteur de nombreux ouvrages. En 1867, il publie un intéressant ouvrage Les Pseudonymes du jour où il révèle le véritable nom de beaucoup d’écrivains célèbres, etc.

## Biographie
Élève du lycée de Chartres et du lycée de Versailles. Il fut employé quelque temps au ministère des Finances (en 1854), fut attaché à la trésorerie de l'armée d'Italie (en 1859), et reprit ses fonctions au ministère en 1860. En 1864, il quitta l'administration pour s'adonner à ses travaux littéraires. Il écrit un nombre important de livres, entre romans, essais et biographies et ouvrages historiques. Il fut également journaliste en collaborant à L’Artiste, au Boulevard, à L'Évènement, au Figaro, au Grand journal, à L'Illustration, au Journal amusant, au Monde illustré, au Musée des familles, au Nain jaune, à La Revue fantaisiste, à La Revue européenne, à La Revue française, à La Situation, à La Vie parisienne, au Charivari.

## Ouvrages
(septembre 2024).
- L’Esprit de Diderot par Ch. Joliet ; 1859
- Gaston d'Orléans 1608-1660. Signé Charles Joliet ; 1862
- Christine de Suède (1662-1689) ; signé : Charles Joliet, 1862 ; publ : Blaisot
- Revue - La Vie Parisienne 3e Année - no 25 - Le Cottage Landor - La Loge De Dorine, Charles Joliet - Souvenirs D'un officier de cavalerie (Nouvelle Série) Un Changement De Garnison - Exposition… - 24/06/1865
- Revue - La Vie Parisienne 3e Année - no 5 - Une Ride Par Charles Joliet ; 1865
- Revue - La Vie Parisienne 3e Année - no 1 - Ma Tante En Venus Par Z. - Un Bal A L'opéra Par Charles Joliet - Une Soiree De Gala De Xx. - Les Trois Dames De L'avant-Scène Par Emile V - 07/01/1865
- Revue - La Vie Parisienne 3e Année - no 7 - Le Cours De M. Taine, À l'école des Beaux-Arts, M. - Au Club Des Patineurs, Emile V. - Le Médecin Ces Dames, Charles Joliet - Ou Nous Allons Avec Les… - 18/02/1865
- Le roman des jeunes mariés par Charles Joliet ; 1866 ; publ : chez A. Faure
- L’envers d’une campagne : Italie 1859… par Ch. Joliet ; 1866 ; publ : Paris : librairie internationale, A. Lacroix et Verboeckhoven
- Aurélien Scholl et Charles Joliet. Édition spéciale. Paris, Aux Bureaux du Nain Jaune, 1864. «Édition Hetzel» et l'adresse «Bruxelles, Librairie Louis Moens, 3, 4, 5, Galerie Bortier»
- La Bougie rose, comédie en 1 acte, en prose, lue à la Comédie-française le 18 mai, relue le 22 juin 1860, précédée d'une étude sur le Comité de lecture de la Comédie-française de Charles Joliet (1865)
- Romans microscopiques par Ch. Joliet ; 1866
- Les Athéniennes par Ch. Joliet ; 1866
- Le Médecin des dames, scènes parisiennes, par Charles Joliet de Charles Joliet (1866
- Une reine de petite ville par Charles Joliet ; 1867 ; chez A. Faure
- Almanach Bismarck pour l’année 1868 par Charles Joliet ; publ : Librairie du petit journal
- Le livre noir par Ch. Joliet ; 1868 ; publ : Paris : librairie internationale, A. Lacroix et Verboeckhoven
- Huit jours en Danemark, la semaine française, par Charles Joliet de Charles Joliet (1868)
- Le livre rouge par Charles Joliet ; 1868 ; publ : Bureaux de l’éclipse
- Scènes et croquis de la vie parisienne, par Charles Joliet par Charles Joliet (1870
- Almanach de guerre pour 1871 par Ch. Joliet ; 1870 ; publ : Imp. de Pitrat ainé
- Mademoiselle Chérubin, par Charles Joliet. Pervenche. Le démon du vol. Un roman dans les annonces du Timese. Les vicissitudes d'une pièce fausse. Le bureau de tabac. Une lettre volée de Charles Joliet (1870)
- Les romans patriotiques – L’occupation par Ch. Joliet ; 1871 ; publ : Paris : librairie internationale, A. Lacroix et Verboeckhoven
- Les Trois hulans, odyssée du capitaine Karl Siffer de Charles Joliet (1872)
- Le train des maris par Ch. Joliet ; 1873 ; publ : chez Sartorius
- Les écritures secrètes dévoilées, études et problèmes cryptographiques ; 1874 ; publ ; chez E. Dentu
- Les filles d’enfer par Ch. Joliet ; 1874 ; publ : chez E. Dentu
- La foire aux chagrins par Ch. Joliet ; 1874
- Le roman de Bérangère par Charles Joliet ; 1874 ; publ : chez F. Satorius
- Le mariage d’Alceste, comédie pastiche en 1 acte, en vers. par Ch. Joliet ; 1874 ; publ : Librairie des bibliophiles
- La vicomtesse de Jussey (Clarisse) par Ch. Joliet ; 1875 ; publ : chez E. Dentu
- Les budgets des ménages parisiens, 1877 ; publ : chez tous les libraires
- Diane par Ch. Joliet ; 1878
- Molière, stances dites à la Comédie-française… le 15 janvier 1879, à l'occasion du 257e anniversaire de la naissance de Molière de Charles Joliet ;1879
- Vipère, étude de femme par Ch. Joliet ; 1880
- Le Saut-du-Doubs France-Suisse. souvenir de Franche-Comté. par Joliet Charles . (1880)
- La Fornarine ‘collection : ‘Les grandes amoureuses’  par Ch. Joliet ; 1880 ; publ : chez Marpon, Flammarion et A. Lacroix
- Le monde illustré, journal hebdomadaire, 1880, tome XLVI, premier semestre seul de Féval Paul, Véron Pierre, Joliet Charles Collectif (1880)
- Un vieux papillon par Ch. Joliet ; 1881
- Le monde illustré, journal hebdomadaire, 1881, tome XLIX, second semestre seul de Féval Paul, Véron Pierre, Joliet Charles Collectif (1881)
- Le Crime du pont de Chatou, par Charles Joliet de Charles Joliet (1882)
- Aurore par Ch. Joliet ; 1882 ; publ : chez E. Dentu
- Les Mains blanches. Un homme à la mer, par Charles Joliet de Charles Joliet (1883)
- Carmagnol par Ch. Joliet ; nouvelle édition, 1883 ; publ : chez M. Lévy
- Mille nouvelles à la main, par Charles Joliet de Charles Joliet (1884)
- Les pseudonymes du jour par Ch. Joliet ; nouvelle édition – 1884 publ : chez Dentu
- Curiosités des lettres, des sciences et de arts ; 1884 ; publ : chez Firmin-Didot
- Le monde illustré, journal hebdomadaire, 1884, tomes LIV et LV, année complète de Féval Paul, Véron Pierre, Joliet Charles Collectif (1884)
- Les fils d’amour - Le comte Horace par Ch. Joliet ; 1884 ; publ : chez M. Lévy
- Les fils d'amour : Le mariage de Frédérique (Nouvelle collection Michel Lévy) de Charles Joliet (1884)
- Fanfinette par Charles Joliet ; 1885 ; publ : chez Blaisot
- Une promenade dans le Sahar par Ch. Joliet et Ch. Lagarde ; 1885
- Le Capitaine Harold, par Charles Joliet de Charles Joliet (1886)
- Le monde illustré, journal hebdomadaire, 1886, tome LIX, second semestre seul de Collectif, Féval Paul, Véron Pierre, Joliet Charles Daudet Alphonse (1886)
- Roman incohérent, dessins de Steinlen ; 1887 ; publ : chez J. Lévy
- La balle de cuivre…par Charles Joliet ; 1888 ; publ : chez Firmin-Didot
- Violette, misère et splendeur d’une comédienne par Ch. Joliet; 1891
- La novice de Trianon par Charles Joliet ; 1891 ; publ : chez E . Dentu
- L’argot, langage excentrique des peuples étrangers par Charles Joliet ; 1891 ; publ : Chez L. Sauvaire
- Nouveaux jours d’esprit, lettres, arts, sciences ; 1892 ; publ : chez Hachette
- Livres illustrés Granville et Kaulbach. Album des bêtes à l'usage des gens d'esprit. Texte par -Les Francs-Comtois, leur caractère national, leurs mœurs, leurs usages, par le Dr Perron, avec une préface par Charles Joliet, de Charles-François-Alexandre Perron (1892)
- Huit jours au Danemark, la semaine française par Ch. Joliet ; publ : chez A. Faure
- Mille jeux d’esprit par Ch. Joliet ; 3e éd. - 1893
- Mille nouvelles à la main par Ch. Joliet ; s.d. ; publ : chez Marpon et Flammarion
- Comédie française : . 1680. Fête offerte par les sociétaires à l'occasion du 25e anniversaire de l'administration de M. Jules Claretie… au Grand Foyer de la Comédie, en présence des sociétaires en exercice, des sociétaires retraités, des pensionnaires, des employés et de tout le personnel. 23 octobre 1885-23 octobre 1910 de Silvain, Louis Delaunay, Frédéric Febvre et Charles Joliet (1910)

## Ouvrages de référence
- Bréviaire de Talleyrand
- Pensées Maximes Réflexions
- Présentation Eric Schell
- 204 maximes présentées sur le célèbre livre du duc de La Rochefoucauld, sélectionnées et mises en ordre à partir de l’ouvrage de Charles Joliet